# KF Vllaznia Pozheran
KF Vllaznia Pozheran (albanisch Klubi Futbollistik Vllaznia Pozheran) ist ein Fußballverein aus dem kosovarischen Ort Pozheran.

## Geschichte
Der Verein wurde im Jahr 1973 gegründet. In der Saison 2017/18 spielte der Verein zum ersten Mal in der Vereinsgeschichte erstklassig, musste aber bereits nach einem Jahr wieder absteigen.